# Sebastian Kreis
Sebastian Kreis (* 11. September 1986 in Ingolstadt) ist ein ehemaliger deutscher Fußballspieler.

## Laufbahn
In seiner Jugend spielte Sebastian Kreis beim MTV Ingolstadt, beim TV Münchsmünster und beim TSV 1860 München. Im Jahre 2003 wechselte der 1,76 Meter große Mittelfeldspieler zum SSV Jahn Regensburg. Dort absolvierte Kreis 86 Ligaspiele, davon 29 in der 3. Liga. Insgesamt schoss er sechs Tore.
Im Sommer 2010 wechselte zur SpVgg Weiden in die Regionalliga Süd. Nach der Insolvenz der Weidener schloss er sich Ende Januar 2011 dem Süd-Landesligisten FC Gerolfing 1930 an. Dort kam er fünfmal zum Einsatz. Im Sommer 2011 wechselte er zum VfB Hallbergmoos in die Bezirksliga Oberbayern-Nord. Ende 2012 beendete er dort seine Laufbahn.